# 토마시노 히토미
토마시노 히토미(일본어: 笘篠 ひとみ とましの ひとみ[*], 1992년 6월 6일 - )는 일본의 배우이다. 전 다카라즈카 가극단 하나구미 여역이다.
도쿄도 키요세시, 도립 이구사 고등학교 출신이다. 키 162cm, 애칭은 "토마", "히이", "히나노"이다. 재단 시절의 예명은 히메카 히나노(姫歌ひな乃)이다.
소속사는 오챠드이다.

## 약력
2011년, 다카라즈카 음악학교에 입학하였다 졸업 당시, 탭댄스부문 우수상을 수상하였다.
2013년, 다카라즈카 가극단 99기생으로 입단. 입단 당시 성적은 14등이었다. 유키구미 공연 「베르사이유의 장미」로 히메카 히나노(姫歌ひな乃)로써 초무대를 하였다.
2014년, 구미마와리를 거쳐 하나구미에 배속되었다.
2015년 12월 27일, 「신겐지모노가타리／Melodia」 도쿄 공연 천추락을 기해 다카라즈카 가극단을 퇴단했다. 입단 3년차에 졸업하였다.
퇴단 후에는 본명인 토마시노 히토미(笘篠ひとみ)로 개명하여 예능 활동을 재개했다.
2022년, 자신의 SNS를 통해 결혼 했음을 알렸다.

## 인물
아버지는 전 프로야구선수 토마시노 세이지이다.
다카라즈카 입단 전에는 아역으로서 뮤지컬에 출연한 경험이 있다.

## 퇴단 후 주요 활동

### 무대
- 2016년 10월, 『나는 스타(私はスター)』 (SPACE 잡유) - 이가라시 하나(五十嵐華)
- 2017년 3 - 4월, 『꽃ㆍ우미인(花・虞美人)』 (아카사카ACT시어터/아이치현예술극장/모리노미야 피로티홀)
- 2021년 1 - 2월, 『포의 일족(ポーの一族)』 (우메다예술극장/도쿄국제포럼/미소노좌)